# Burg Auernheim
Die Burg Auernheim ist eine abgegangene Höhenburg auf 625 m ü. NN am Rand des Ortsteils Auernheim der Gemeinde Nattheim im Landkreis Heidenheim in Baden-Württemberg.

## Geschichte
Das Dorf Auernheim ist auf die mittelalterliche Burganlage zurückzuführen und wird mit dieser 1258 (Urenhaim) erstmals urkundlich erwähnt als Graf Hartman den von Conrad von Höchstatt an das Kloster Neresheim verkauften Hof zu Aurnheim bestätigte. Die Urkunde wurde ausgestellt am 15. März 1258 zu Dillingen. Von 1258 bis 1384 ist auf der Burg eine Adelsfamilie nachgewiesen. Vom Burgstall sind noch Reste dicht am südlichen Ortsrand  von Auernheim.
Im 19. Jahrhundert wurde aufgrund römischer Funde auf dem Gelände der ehemaligen Burg die Vermutung geäußert, dass die mittelalterliche Burg auf den Resten eines römischen Bauwerks errichtet wurde.